# Jumbobøger nr. 301-400
Denne side er en oversigt over de danske jumbobøger nr. 301-400, der blev udgivet fra 2005 til 2013 af Egmont Serieforlaget. Alle bind er på 256 sider i farver og i B6-format. Bogryggene danner et langt sammenhængende motiv, en praksis der blev påbegyndt med nr. 231.

## Oversigt
| Nr. | Titel                               | Udgivet            | ISBN-nr.               |
| --- | ----------------------------------- | ------------------ | ---------------------- |
| 301 | Ormeslottet                         | 3. oktober 2005    | ISBN 87-91533-62-7     |
| Anders And: Ormeslottet • Mary Moseand: Sådan ligger landet • Lille Hjælper: Vikaren • Pluto: En god hund • Anders And: Heldigt uheld • Hexia de Trick: En god anbefaling • Anders And: Smagsdommeren • Onkel Joakim: Forfejlet angreb • Stålanden: Frit valg |                                     |                    |                        |
| 302 | Krystalklare drømme                 | 31. oktober 2005   | ISBN 87-91533-63-5     |
| Onkel Joakim: Krystalklare drømme • Anders And: Iskolde facts • Mickey Mouse: Den mystiske pyramide • Anders And: En slapper • Stålanden: Helt efter bogen • Anders And: Halv pris • Bjørne-banden: Bilfrit kup • Anders And: Moder natur |                                     |                    |                        |
| 303 | Farlig valuta                       | 28. november 2005  | ISBN 87-91533-64-3     |
| Jumbobog 303 – Farlig valuta indeholder 8 selvstændige historier, hvoraf en af dem er delt op i fire dele. Anders And: Farlig valuta • Mickey Mouse: Den sorte hval • Anders And: Detektiven, del 1 • Onkel Joakim: Ø-konkurrencen • Anders And: Detektiven, del 2 • Stålanden: Kopi af en helt • Anders And: Detektiven, del 3 • Georg Gearløs: Nedtur med optur • Anders And: Detektiven, del 4 • Bjørne-banden: Dyre lære(r)penge • Anders And: Den sidste flottenhejmer |                                     |                    |                        |
| 304 | Superblufferen                      | 22. december 2005  | ISBN 87-91533-65-1     |
| Anders And: Superblufferen • Onkel Joakim: En springtur • Mickey Mouse: Pluto og piraterne • Bjørne-banden: Karrusellen • Anders And: Kilden til modsætninger • Stålanden: Ener-banden • Hexia de Trick: Feriestress • Mary Moseand: Hjertebanken • Fætter Vims: Den kolde krig • Anders And: Et skibbrud |                                     |                    |                        |
| 305 | Skatteopkræveren                    | 23. januar 2006    | ISBN 87-7679-137-8     |
| Anders And: Skatteopkræveren • Mickey Mouse: Graven fra Xamoc • Anders And: Gammelt jern • Onkel Joakim: Et mål i sig selv • Stålanden: Hundepasseren • Georg Gearløs: En flyvsk ide • Onkel Joakim: Til bunds i sagen • Anders And: Reddet på stregen • Hexia de Trick: Fredløs • Anders And: Landevejens konge |                                     |                    |                        |
| 306 | Skraldebøtte-truslen                | 13. februar 2006   | ISBN 87-7679-138-6     |
| Anders And: Skraldebøtte-truslen • Onkel Joakim: Berømmelsens pris • Vildmule: Tænkeviolen • Anders And & Mickey Mouse: Spioner • Georg Gearløs: Øst, vest – hjemme bedst • Hexia de Trick: Den perfekte sekretær • Anders And: Gyser for åben skærm • Stålanden: Brandvarm kemi |                                     |                    |                        |
| 307 | Lykkebukserne                       | 20. marts 2006     | ISBN 87-7679-139-4     |
| Anders And: Lykkebukserne • Mickey Mouse: En kovending • Onkel Joakim: Spøgelseshuset • Stålanden: Uden Stålanden • Bjørne-banden: Tæppe... fald • Anders And: Knusende kunst • Onkel Joakim: En snedig historie • Bjørne-banden: Tyve på spil • Hexia de Trick: Umindelige tider • Joakim Von And: Helt i skoven • Anders And: En snobbet hushjælp |                                     |                    |                        |
| 308 | Venskabsfesten                      | 3. april 2006      | ISBN 87-7679-140-8     |
| Anders And: Venskabsfesten • Mickey Mouse: En sjover • Onkel Joakim: Appetitlig energi • Georg Gearløs: Århundredes opfindelse • Stålanden: En knusende karikatur • Anders And: Den mistænkelige lejer • Onkel Joakim: En sydhavsperle • Anders And: Kaviar og kvaler |                                     |                    |                        |
| 309 | Kampen i sumpen                     | 15. maj 2006       | ISBN 87-7679-141-6     |
| Anders And: Kampen i Sumpen • Mickey Mouse: Havesyge • Georg Gearløs: En anstrengende fødselsdag • Anders And: Et trættende arbejde • Stålanden: De uadskillelige • Onkel Joakim: En emsig hjælper • Fætter Vims: Pengeforstand • Anders And: Akvarie duellen • Onkel Joakim: Hundedage • Fætter Højben: Lynende uheldig |                                     |                    |                        |
| 310 | Udekamp                             | 12. juni 2006      | ISBN 87-7679-142-4     |
| Udgivet ved VM i fodbold 2006 i Tyskland. Anders And: Udekamp • Mickey Mouse: Noget værre rod • Stålanden: Anden bag masken • Georg Gearløs: Oppe i skyerne • Anders And: Hastværk er lastværk • Hexia de Trick: Et ringe udbytte • Albert: Nye roller • Anders And: Stjernestunder |                                     |                    |                        |
| 311 | Skrumpegassen                       | 10. juli 2006      | ISBN 87-7679-143-2     |
| Bogen indeholder otte selvstændige historier kædet sammen ved hjælp af en historie hvor Anders And har vundet i lotteriet og derfor inviterer venner og familie på ferie. Her sidder de på vej i flyet og snakker om forskellige situationer, som illustreres med hjælp af de selvstændige historier. På vej til... • Onkel Joakim: Skrumpegassen • På vej til... • Mickey Mouse: Elefantastisk oplevelse • På vej til... • Anders And: Spar og forklar • På vej til... • Andy Anderbilt: Anderbilt og hans brødre • På vej til... • Stålanden: Vidnet • På vej til... • Fætter Vims: Ferieservice • På vej til... • Onkel Joakim: Stenpuslerier • På vej til... • Anders And: Jalousiens veje • På vej til... |                                     |                    |                        |
| 312 | Forsvundet i Paradis                | 7. august 2006     | ISBN 87-7679-144-0     |
| Bogen indeholder otte selvstændige historier. Den første historie er en fortsættelse fra den forrige jumbobog Skrumpegassen. Anders And & Mickey Mouse: Forsvundet i Paradis • Mickey Mouse: På dybt vand • Stålanden: Kamæleonen • Onkel Joakim: Den sande kærlighed • Georg Gearløs: En mudret sag • Onkel Joakim: Borte med Blæsten • Fætter Guf: De madolympiske Lege • Anders And: Kidnapning på Revet |                                     |                    |                        |
| 313 | 313                                 | 4. september 2006  | ISBN 87-7679-145-9     |
| Bogen er trykt som en speciel forside, hvor detaljer er trykt som relieffer og "buler" ud. Forsiden forestiller Anders And i sin velkendte røde bil med nummerpladen 313. Bogen indeholder 9 selvstændige historier. Onkel Joakim: Redningsaktion 313 • Anders And: Grønne fingre • Mickey Mouse: Med smittende munterhed • Stålanden: Kaster masken • Bjørne-banden: Dokukrimi • Onkel Joakim: Marmeladekrigen • Rip, Rap og Rup: Indianernes tivolipark • Anders And: Den besværlige gæst • Anders And: Jeppe fra Argentina |                                     |                    |                        |
| 314 | Himmelsk rigdom                     | 2. oktober 2006    | ISBN 87-7679-146-7     |
| Onkel Joakim: Himmelsk rigdom • Mickey Mouse: Sut fiskesennep • Anders And: Hundedage • Fætter Guf: Under åget • Stålanden: Uventet hjælp • Onkel Joakim: Rundt på gulvet • Anders And og Fætter Vims: Fløjtetruttetrommen • Onkel Joakim: Kultur koster • Anders And: Guld og gale naboer |                                     |                    |                        |
| 315 | Mysteriet i Flækkeby                | 30. oktober 2006   | ISBN 87-7679-147-5     |
| Anders And: Mysteriet i Flækkeby • Onkel Joakim: Guldet på Mars • Mickey Mouse: Kolossen på Rhodos • Anders And: Van(d)skeligheder • Hexia de Trick: Normalt hekseri • Bjørne-banden: Bjørne-banden i klemme • Fætter Vims: Vokseværk • Onkel Joakim: En duft af rigdom • Anders And: Hanekampen • Stålanden: En sand modstander |                                     |                    |                        |
| 316 | Mellem to hårde negle               | 27. november 2006  | ISBN 87-7679-148-3     |
| Anders And: Mellem to hårde negle • Mickey Mouse: Da Vincis hemmelighed • Onkel Joakim: Sponsorvalg • Stålanden: Jaderæven fra Urgh • Onkel Joakim: Rundt på gulvet • Bjørne-banden: Godt gemt • Fætter Højben: Den glemte fætter • Anders And & Fætter Vims: Panik i luften |                                     |                    |                        |
| 317 | En skræmmende arv                   | 22. december 2006  | ISBN 87-7679-149-1     |
| Anders And: En skræmmende arv • Mickey Mouse: Krig i tankerne • Onkel Joakim: Minespil • Stålanden: Pigernes helt • Anders And: En vindertaktik • Andersine: Revanchekamp • Georg Gearløs: Opfindsom opfindsomhed • Fætter Vims: På stikkerne • Albert: Et vinderpar • Anders And: Knoldehøjen |                                     |                    |                        |
| 318 | Dromedaren Kamelia                  | 22. januar 2007    | ISBN 87-7679-285-4     |
| Andersine: Dromedaren Kamelia • Mickey Mouse: Hovedværk • Anders And: Papir er utaknemmeligt • Onkel Joakim: Krystalhjelmen • Hexia de Trick: I hekselære • Stålanden: Gæster i studiet • Bjørne-banden: Countrystjerne • Anders And: Rallyet i Montecalvo • Fætter Vims: Spor • Onkel Joakim: På lånt tid • Anders And: Spion eller ikke spion? |                                     |                    |                        |
| 319 | Kørt helt ud i tovene               | 5. februar 2007    | ISBN 87-7679-286-2     |
| Anders And: Kørt helt ud i tovene • Mickey Mouse: Dobbeltspil • Bjørne-banden: En Penny til forskel • Anders And: Penge på bunden • Stålanden: Krydstogt • Onkel Joakim: Pip i tanken • Georg Gearløs: Ekstrahjælp • Mary Moseand: Koks i kulissen • Onkel Joakim: Strandet |                                     |                    |                        |
| 320 | Kort og brutal                      | 19. marts 2007     | ISBN 978-87-7679-287-9 |
| Anders And: Kort og brutal • Mickey Mouse: Gammel guld • Onkel Joakim: Noget af en opfindelse • Stålanden: Mørkets gerninger • Onkel Joakim: En brydsom affære • Hexia de Trick: I fjendens sold • Fætter Højben: Duel på held • Georg Gearløs: Opfindsom jagt • Onkel Joakim: Jagten på Ku-Kuk diamanten |                                     |                    |                        |
| 321 | Den fødte leder                     | 16. april 2007     | ISBN 978-87-7679-288-6 |
| Anders And: Den fødte leder • Mickey Mouse: Gådefuld fjernstyring • Onkel Joakim: Labyrinten • Stålanden: Drilsk dobbeltspil • Anders And: Blomsterkunstneren • Hexia de Trick: Den magiske port • Anders And: Tenor på gæstespil • Onkel Joakim: Rival på retræte • Bjørne-banden: Vagtkatten • Anders And: Ny chance |                                     |                    |                        |
| 322 | Den forsvundne guldmine             | 14. maj 2007       | ISBN 978-87-7679-289-3 |
| Anders And og Mickey Mouse: Den forsvundne guldmine • Fætter Højben: Venskab med bagslag • Mickey Mouse: Myrekryb • Fætter Vims: Maraton • Stålanden: Helt i skoven • Onkel Joakim: Tritonhvirvler • Anders And: Helten fra Andstrup • Georg Gearløs: Det personlige vækkeur • Onkel Joakim: Computerstyring • Anders And: Grinagtig forveksling |                                     |                    |                        |
| 323 | Tag dig nu sammen!                  | 11. juni 2007      | ISBN 978-87-7679-290-9 |
| Anders And: Tag dig nu sammen! • Mickey Mouse: Delfiner på vildspor • Onkel Joakim: Den forheksede telefon • Stålanden: Et dobbelt scoop • Anders And og Fætter Vims: En sporty mission • Hexia de Trick: Ikke det fjer-neste heldig • Onkel Joakim: Kong Klink • Anders And: Sans for samling • Fætter Højben: Et heldigt udfald |                                     |                    |                        |
| 324 | Sørøverskatten                      | 9. juli 2007       | ISBN 978-87-7679-291-6 |
| Rip, Rap og Rup: Sørøverskatten • Mickey Mouse: Gåden on Kvidre-Karl • Anders And: Krydstogthelten • Stålanden: Under mistanke • Onkel Joakim: Amureierbes skat • Hexia de Trick: Hård kost • Anders And: Ranvenslottet • Onkel Joakim: Fugl på rov • Bjørne-banden: Hule søges • Anders And: Milde makrel |                                     |                    |                        |
| 325 | Strandløven                         | 6. august 2007     | ISBN 978-87-7679-292-3 |
| Anders And: Strandløven • Mickey Mouse: Forestilling om en by • Anders And: Glemmer du... • Onkel Joakim: Dyrt venskab • Stålanden: Fan eller fjende • Andy Anderbilt: Tom snak • Anders And: Strandet håb • Mary Moseand: Faldskærmsudspring • Onkel Joakim: Den sidste mønt • Anders And: Helt ved uheld! |                                     |                    |                        |
| 326 | Turistfælden                        | 3. september 2007  | ISBN 978-87-7679-293-0 |
| Onkel Joakim: Turistfælden • Anders And: "Dobbelt"-hjælp • Mickey Mouse: I tykt og tyndt • Stålanden: Monsterøen • Rip, Rap og Rup: En dyr glæde • Anders And og Fætter Vims: En flyvsk succes • Albert: Mesterlig hushovmester • Bjørne-banden: Stride strissere • Sorteper: Kontrolleret kørsel • Anders And og Fætter Vims: Det rene teater • Onkel Joakim: Ægte snyd |                                     |                    |                        |
| 327 | TV-shoppen                          | 1. oktober 2007    | ISBN 978-87-7679-294-7 |
| Rip, Rap og Rup: Den Dansende Greve • Mickey Mouse: Et trumfkort • Anders And: TV-shoppen • Mary Moseand: Lattergas • Stålanden: Vov'eligt vækstmiddel • Georg Gearløs: Polymagneten • Anders And: En farlig fætter • Onkel Joakim: Økokrigen |                                     |                    |                        |
| 328 | Kong Anders                         | 29. oktober 2007   | ISBN 978-87-7679-295-4 |
| Anders And: Fortidsminder • Vildmule: McKantorslægtens vogter • Anders And: Nedtur • Georg Gearløs: En tvivlsom opfindelse • Stålanden: En grænseoverskridende handling • Anders And: Kong Anders • Mickey Mouse: Afstresset • Onkel Joakim: Gæsteoptræden • Rip, Rap og Rup: Sæbekasseløbet • Onkel Joakim: Skatteflugt |                                     |                    |                        |
| 329 | Afsløret!                           | 26. november 2007  | ISBN 978-87-7679-297-8 |
| Onkel Joakim: Hjernespind • Mickey Mouse: Boblemad • Anders And: Forslag med bagslag • Stålanden: Afsløret! • Anders And: To skarpe fyre • Georg Gearløs: Overdreven hjælp • Anders And: Handy And • Mary Moseand: En pakkeløsning • Fætter Højben: Skiftende held • Onkel Joakim: Skat... skat ikke! |                                     |                    |                        |
| 330 | Gravko-kaos                         | 22. december 2007  | ISBN 978-87-7679-298-5 |
| Onkel Joakim: Fødselsdagsgaven • Anders And: Anvendt arrigskab • Mickey Mouse: Hvidt vanvid • Frøken Rappesen: Hjertetyven • Stålanden: Fortryllende helte • Georg Gearløs: Et nyttigt kursus • Anders And: Gravko kaos • Onkel Joakim: Nytårsduellen • Anders And: I detektivlære |                                     |                    |                        |
| 331 | Et uheldigt opgør                   | Januar 2008        | ISBN 978-87-7679-431-6 |
| Fætter Højben: Et Uheldigt Opgør • Mickey Mouse: Lovbryderier • Anders And: Ædegildet • Onkel Joakim: Store drømme • Stålanden: Utidig indblanden • Anders And: General for en dag • Georg Gearløs: Håret i maskinen • Anders And: En van(d)vittig forestilling • Onkel Joakim: En grum gave • Onkel Joakim Et psykologisk tilfælde |                                     |                    |                        |
| 332 | Andland                             | Februar 2008       | ISBN 978-87-7679-432-3 |
| Onkel Joakim: Andland • Mickey Mouse: Mavebankerne • Anders And: Hjertekvaler • Stålanden: Et bil-ligt trick • Onkel Joakim_ Forretning er forretning • Anders And: En skive fortid • Andersine: Kunst for folket • Anders And & Fætter Vims: Rejsebureauet Gotour • Mary Moseand: Det søge liv • Anders And: Mareridt i marmor |                                     |                    |                        |
| 333 | Helt elektrisk                      | 17. marts 2008     | ISBN 978-87-7679-433-0 |
| Anders And: Professional amatør • Mickey Mouse: En knivskarp løsning • Stålanden: Dobbelt hjælp • Anders And: En uhyggelig fyr • Onkel Joakim: En tro tjener • Anders And: Ekspreslevering • Sorteper: Et sikkert skjulested • Anders And: Pladsproblemer • Georg Gearløs: En kedelig løsning • Onkel Joakim: Helt elektrisk |                                     |                    |                        |
| 334 | Pjækkesyg                           | April 2008         | ISBN 978-87-7679-434-7 |
| • Anders And: Pjækkesyg • Mickey Mouse: En ørkenvandring • Onkel Joakim: Falske fornemmelser • Stålanden: Afslørende forviklinger • Anders And: En forskrækkelig fugl • Vildmule: Vildmule går til filmen • Fætter Højben: For 25 øre held • Bjørne-banden: Et kup af dimensioner • Anders And: Uforudsigelige overraskelser • Albert: En butlers liv og virke • Onkel Joakim: Kampen om gunsten |                                     |                    |                        |
| 335 | Alkymisten                          | Maj 2008           | ISBN 978-87-7679-435-4 |
| Anders And: Alkymisten • Mickey Mouse: Truslen fra femtiden • Bjørne-banden: En ærlig sag • Fætter Guf: Psykologisk guf • Stålanden: Donna Paperinos skat • Vildmule: Undsluppet afslapning • Onkel Joakim: Sjove sjovere • Anders And: Imod moden • Onkel Joakim: En kædereaktion |                                     |                    |                        |
| 336 | Opskriften på sejr                  | Juni 2008          | ISBN 978-87-7679-436-1 |
| Udgivet ved Europamesterskabet i fodbold 2008 i Østrig og Schweiz. Anders And: Opskriften på sejr • Mickey Mouse: Flyvske drømme • Anders And: Vandgang • Store Stygge Ulv: Lige hot nok • Stålanden: Hjælp til selvhjælp • Anders And: (U)hedig fangst • Raptus von And: Knuste drømme • Bjørne-banden: Præmieopførsel • Anders And: VM-missionen |                                     |                    |                        |
| 337 | Slaget om Andeby                    | Juli 2008          | ISBN 978-87-7679-437-8 |
| Anders And: Slaget om Andeby • Stålanden: Kornelius Blisands skat • Mickey Mouse: Lys i lanternen • Onkel Joakim: Formålsløs • Anders And: Skønhedsdronningen • Bjørne-banden: Sandfængslet • Onkel Joakim: Forbudte midler • Vildmule: Hund uden hold i • Bjørne-banden: Pølsekuppet • Pluto: Godnat • Anders And: Lejrlivets glæder |                                     |                    |                        |
| 338 | Fyr den af, Anders!                 | August 2008        | ISBN 978-87-7679-438-5 |
| Rip, Rap og Rup: Fyr den af, Anders • Mickey Mouse: En piges bedste ven • Onkel Joakim: Den fjerde stjerne • Stålanden: Reklametricks • Bjørne-banden: Dansefløjten • Onkel Joakim: En frugtløs tur • Andersine: Supersine vender tilbage • Anders And og Fætter Vims: Kunstgreb • Onkel Joakim: Amulet efter mål |                                     |                    |                        |
| 339 | Trange tider                        | September 2008     | ISBN 978-87-7679-439-2 |
| Anders And: I stødet • Mickey Mouse: Rævestreger • Stålanden: Et mareridt • Onkel Joakim: Hævnen spøger • Anders And: Trange tider • Pluto: En super dag • Onkel Joakim: Drømme fra dybet • Andersine: Holografiske reklamer • Onkel Joakim: Hævntogtet |                                     |                    |                        |
| 340 | Møntens magt                        | Oktober 2008       | ISBN 978-87-7679-440-8 |
| Onkel Joakim: Møntens magt • Mickey Mouse: Kæmpeskovens hemmelighed • Anders And: Vekslende held • Onkel Joakim: Fair play • Stålanden: Gengældelsen • Bedstemor And: Stjernekokken • Onkel Joakim: Fatal ferieafløser • Anders And: Ufo-klarlige hændelser • Hexia de Trick: Skærmtroldom • Onkel Joakim: Under overfladen • Anders And: Skuffende skovtur |                                     |                    |                        |
| 341 | Farvesugeren                        | 30. oktober 2008   | ISBN 978-87-7679-441-5 |
| Anders And: Farvesugeren • Bedstemor And: Et passende sted • Mickey Mouse: Musen og Jernkæmpen • Fætter Vims: Kundevenlig service • Fætter Højben: Lykke til låns • Anders And: Krise i køkkenet • Georg Gearløs: Hver sin vejrgud • Onkel Joakim: Den skotske trussel • Anders And: Belastende bjæffen • Stålanden: Et skoleeksempel |                                     |                    |                        |
| 342 | Musen, anden og skønheden           | 25. november 2008  | ISBN 978-87-7679-442-2 |
| Anders And: Hus på afveje • Mickey Mouse: Solporten • Onkel Joakim: Blomstrende fjendskab • Stålanden: Det rene guf • Onkel Joakim: Ingen dans på roser • Bjørne-banden: Gravhundemanérer • Anders And: Sortefjers skat • Andersine, Mary Moseand og Bedstemor And: Med på moden • Anders And & Mickey Mouse: Musen, anden og skønheden |                                     |                    |                        |
| 343 | Tilbage til Bjørnebjerg             | December 2008      | ISBN 978-87-7679-443-9 |
| Den første historie er en fortsættelse til Carl Barks' Jul på Bjørnebjerg fra 1947, der introducerede Onkel Joakim. Onkel Joakim: Tilbage til Bjørnebjerg • Mickey Mouse: Nedenom og hjem • Georg Gearløs: Lidt for ens • Anders And: Dobbelt-A • Fætter Vims: Opdagelse til efterfølgelse • Onkel Joakim: Planer i milliardklassen • Anders And: Tog til tiden • Stålanden: Formindsket fare |                                     |                    |                        |
| 344 | Hurtige penge                       | Januar 2009        | ISBN 978-87-7679-523-8 |
| Hexia de Trick: Hurtige penge • Anders And: Dobbelt A – Computersagen • Mickey Mouse: Et ægte brokkehoved • Anders And: En besværlig gæst • Onkel Joakim: Wrestling med bid i • Stålanden: Vanheld og uheld • Bjørne-banden: I rampelyset • Anders And: En kold dukkert • Onkel Joakim: Sortedame |                                     |                    |                        |
| 345 | Stem på mig!                        | 16. februar 2009   | ISBN 978-87-7679-524-5 |
| Anders And: Et godt valg • Onkel Joakim: Ramt af lynet • Rip, Rap og Rup: Kampen om pladserne • Mickey Mouse: Blækspruttens sang • Anders And: Dobbelt-A – computersagen • Onkel Joakim: Fedteri af den anden verden • Anders And: En and på en tømmerflåde • Stålanden: En slet hukommelse |                                     |                    |                        |
| 346 | En ulv efter pølser                 | Marts 2009         | ISBN 978-87-7679-526-9 |
| Onkel Joakim: En ulv efter pølser • Mickey Mouse: Marco Polomus’ millioner – del 1 • Anders And: Et sikkert sted • Mickey Mouse: Marco Polomus’ millioner – del 2 • Anders And: Dobbelt-A – computersagen • Mickey Mouse: Marco Polomus’ millioner – del 3 • Stålanden: Den første optræden • Bjørne-banden: Helt klassisk • Fætter Højben: Formørket held |                                     |                    |                        |
| 347 | Sendt til tælling                   | 11. april 2009     | ISBN 978-87-7679-527-6 |
| Anders And & Mickey Mouse: Sendt til tælling • Onkel Joakim: Bag facaden • Stålanden: De virtuelle forbrydelser • Onkel Joakim: Piraten uden skib • Anders And & Fætter Vims: Den snakkesalige papegøje • Bjørne-banden: Strandede drømme • Georg Gearløs: En dårlig pære • Anders And: Uærlighed for alle pengene |                                     |                    |                        |
| 348 | Kvik i pæren                        | 11. maj 2009       | ISBN 978-87-7679-528-3 |
| Anders And: Kvik i pæren • Mickey Mouse: Enden er nær • Anders And: Pokaljagten • Bedstemor And: En heks med skud i • Onkel Joakim og Andy Anderbilt: Eventyrlig udfordring • Stålanden: Et træls venskab • Bjørne-banden: Pas på pigerne • Anders And: Tre ænder og en krokodille • Onkel Joakim: Bevinget vagt |                                     |                    |                        |
| 349 | En festlig anledning                | 4. juni 2009       | ISBN 978-87-7679-529-0 |
| Udgivet ved Anders Ands 75 års jubilæum. Anders And: En festlig anledning • Onkel Joakim: Eventyr til et 13-tal • Anders And: Toget der forsvandt • Stålanden: Afslørende sending • Mickey Mouse: En hård nød • Anders And: Virkelig kunst • Anders And: Astrologisk katastrofe • Anders And: Den hemmelige beundrer • Anders And: Som ænder vi dele |                                     |                    |                        |
| 350 | Strandkaos                          | 6. juli 2009       | ISBN 978-87-7679-530-6 |
| Anders And: Strandkaos • Mickey Mouse: Det rene gak • Onkel Joakim: Turister i pengetanken • Stålanden: Alt forladt • Anders And: Den Blå Honning • Onkel Joakim: Sorte udsigter • Vildmule: Odyssus skib • Hexia de Trick: Det forsvundne diadem • Anders And: Dogens portræt • Onkel Joakim: Arveretten • Onkel Joakim: Skatteskænderi |                                     |                    |                        |
| 351 | SOS                                 | August 2009        | ISBN 978-87-7679-531-3 |
| Onkel Joakim: Jordens hjerte • Anders And: Velfortjent hvile • Mickey Mouse: Den hårde vej til Bongoville • Stålanden: Det værste mareridt • Fætter Guf: Mysteriet med den smeltede is • Anders And: Is til salg • Onkel Joakim: Miniferie • Pluto: Hårde hundedage • Anders And: SOS |                                     |                    |                        |
| 352 | Ænder og dæmoner                    | 31. august 2009    | ISBN 978-87-7679-532-0 |
| Anders And: Tilbage til Djævlebjerget • Onkel Joakim: Ufrivillig frier • Mickey Mouse: Zetas segl • Stålanden: Tomånebugten • Onkel Joakim: En ægte udfordring • Anders And: Det er her, det sner • Onkel Joakim: Trøffelhønsene • Georg Gearløs: TiFiStrudsen |                                     |                    |                        |
| 353 | Agent Dobbelt-A                     | 28. september 2009 | ISBN 978-87-7679-533-7 |
| Titlen hentyder til bogens længste historie, Operation Opera, hvor Anders And er superagenten Dobbelt-A. De to første historier er oversat til dansk af Thomas Harder og de øvrige af Anne-Maria Sigbrand. - S. 5 - Anders And: Stinksump-projektet - Forfattere: Mark og Laura Shaw - Tegninger: Fecchi - S. 41 - Onkel Joakim: De helbredende miner - Forfatter: Rudolfo Cimino - Tegninger: Federico Mancuso - S. 66 - Mickey Mouse: Den romantiske eventyrer - Forfatter: Pat & Carol McGreal - Tegninger: Joaquin - S. 100 - Anders And: Operation Opera - Forfatter: Fausto Vitaliano - Tegninger: Cavazzano - S. 137 - Stålanden: Den sidste forestilling - Forfatter: Antonio Secundo - Tegninger: Salvatore Delana - S. 158 - Onkel Joakim: Den glemte oase - Forfatter: Rudolfo Cimino - Tegninger: Giulio Chierchini - S. 185 - Stålanden: Heltetransport - Forfatter: Sergio Badino - Tegninger: Andrea Ferraris - S. 186 - Anders And: Dyrt lån - Forfatter: Carlo Panaro - Tegninger: Silvia Ziche - S. 202 - Raptus von And: Kundskabens træ - Forfatter: Carlo Panaro - Tegninger: Lara Molinari - S. 229 - Anders And: Den musketerificerende stol - Forfatter: Rudolfo Cimino - Tegninger: Carpi |                                     |                    |                        |
| 354 | Krise? Hvilken krise?               | 26. oktober 2009   | ISBN 978-87-7679-534-4 |
| Anders And: Robotternes slag • Mickey Mouse: Flagermusens nat • Stålanden: De magiske tyverier • Onkel Joakim: Harpiks fra Arabien • Onkel Joakim: En kurerende hobby • Anders And: Fremtidens lys • Onkel Joakim: Aktieselskabet • Bjørne-banden: Skildpadderæset • Onkel Joakim: Geni på afveje |                                     |                    |                        |
| 355 | Robotrøverne                        | 23. november 2009  | ISBN 978-87-7679-535-1 |
| Anders And: En tropsførers fortrædeligheder • Mickey Mouse: Karamelkaos • Stålanden: Den usynlige aftale • Onkel Joakim: Den ufrivillige forræder • Anders And: Souvenirer fra Paris • Anders And og Fætter Vims: Sladrekongen • Vildmule: Besværligt bilsyn • Anders And: Bævrende højder • Onkel Joakim: Gigabanditten |                                     |                    |                        |
| 356 | Kommer Julemanden?                  | 21. december 2009  | ISBN 978-87-7679-536-8 |
| Anders And: Masser af julemænd • Mickey Mouse: Koks i årstiderne • Onkel Joakim: Årets sidste tyverisikring • Stålanden: Hvem er en alien • Rip, Rap og Rup: Mission Marengs • Onkel Joakim: Den frygtelige Fantommy • Anders And: Kloakkernes herre • Andersine: Lån aldrig bilen ud • Fætter Guf: Moderne diæt • Hexia de Trick: Magisk opfinder |                                     |                    |                        |
| 357 | Røveri i pengetanken                | Februar 2010       | ISBN 978-87-7679-591-7 |
| Anders And: Genfærdet fra Gåseborg • Mickey Mouse: Den trætte diskoskaster • Onkel Joakim: Faraos indbydelser • Anders And: Lykkeamuletten • Vildmule: Bestemmelsesstedet • Anders And: Simulerede liv • Bjørne-banden: Vand og sæbe • Stålanden: Stålandens hemmelige våben |                                     |                    |                        |
| 358 | Min første million                  | Februar 2010       | ISBN 978-87-7679-592-4 |
| I nr. 358-367 er der ti historier, der fortæller om hvordan onkel Joakim tjente sine første ti millioner. Onkel Joakim: Min første million • Mickey Mouse: Udbryderkongen • Georg Gearløs: Kamæleonkostumet • Stålanden: Dimensionsskærmen • Onkel Joakim: Megamammut • Snus: Søvnløse nætter • Bjørne-banden: Stjålne tyvekoster • Mary Moseand: Erobringens teknik • Anders And: Vikar i Blomsterdalen |                                     |                    |                        |
| 359 | Dræber-bamserne                     | Marts 2010         | ISBN 978-87-7679-593-1 |
| Anders And: Skræmmebamserne • Mickey Mouse: Emirens brikker • Onkel Joakim: Min anden million • Stålanden: De hæderliges bande • Anders And: Ost i rummet • Onkel Joakim: Raketbanditterne • Hexia de Trick: Stjernefætteren • Anders And: Jukebox-helten |                                     |                    |                        |
| 360 | Agent Dobbelt-A slår til!           | April 2010         | ISBN 978-87-7679-594-8 |
| Onkel Joakim: Den omvendte Jensine • Mickey Mouse: Farlig frekvens • Anders And: Slet alt-knappen • Fætter Guf: Primitiv lejrtur • Onkel Joakim: Min tredje million • Snus: Falskmønterne • Stålanden: Ondskabens ring • Anders And: Tornadoens konge |                                     |                    |                        |
| 361 | Held... ...og uheld                 | Maj 2010           | ISBN 978-87-7679-595-5 |
| Ikke at forveksle med jumbobog nr. 396 Held og uheld. I nr. 361-364 er der en historie med Anders And i fire dele, Mission termisk hjerte. Anders And: En uheldig and • Mickey Mouse: Indviklet udvikling • Anders And: Mission termisk hjerte – 1.del • Hexia de Trick: Fe-kusinen • Sorteper: Filmkuppet • Onkel Joakim: Min fjerde million • Stålanden: Den magiske mønt • Bjørne-banden: Den perfekte model • Anders And: Alt med måde |                                     |                    |                        |
| 362 | Mååååål!!                           | Juni 2010          | ISBN 978-87-7679-596-2 |
| Udgivet ved VM i fodbold 2010 i Sydafrika. Rip, Rap og Rup: Ged i fodboldkampen • Mickey Mouse: Den forstenede have • Anders And: Mission termisk hjerte – 2. del • Snus: Filmstjerner i svøb • Anders And: Masser af golfbolde • Onkel Joakim: Min femte million • Stålanden: Benhård træning • Anders And: Den store Gunna |                                     |                    |                        |
| 363 | AAAH... Sommer!                     | Juli 2010          | ISBN 978-87-7679-597-9 |
| Anders And: Daffelgikken • Anders And: Forulykket ferie – Den støjende nabo • Mickey Mouse: Den store Ungamule • Anders And: Mission termisk hjerte – 3. del • Hexia de Trick: Troldkvindens lærling • Stålanden: Forvandlingskunstneren • Onkel Joakim: Min sjette million • Mickey Mouse: Special-agenten • Anders And: Ferie for enhver pris |                                     |                    |                        |
| 364 | Fritternes herre                    | 2. august 2010     | ISBN 978-87-7679-598-6 |
| Anders And: Fritternes herre • Georg Gearløs: Gearløs rydder op • Mickey Mouse: Den mystiske kuffert • Anders And: Mission termisk hjerte – 4. del • Fætter Vims: Gode hensigter • Stålanden: Den frygtelige grovged • Onkel Joakim: Min syvende million • Sorteper: Tegneserierøveriet • Anders And: Postbud for evigt |                                     |                    |                        |
| 365 | Vampyren                            | 30. august 2010    | ISBN 978-87-7679-599-3 |
| Anders And: Tusmørkezonen • Pluto: Dagens hund • Bedstemor And: Det vilde ræs • Stålanden: Med stålanden på arbejde • Onkel Joakim: Min ottende million • Snus: Efterforskning uden politiskilt • Anders And: Planmæssig forsinkelse • Mary Moseand: Backstage-hemmelighederne • Anders And: Konsulent for konkurrenten |                                     |                    |                        |
| 366 | Lækkert garn                        | 27. september 2010 | ISBN 978-87-7679-600-6 |
| Lækkert garn er oversat til dansk af Anne-Maria Sigbrand. - S. 5 - Rip, Rap og Rup: Lækkert garn - Forfatter: Gorm Transgaard - Tegninger: Fecchi - S. 30 - Stålanden: Fabulands bil - Forfatter: Riccardo Pesce - Tegninger: Vitale Mangiatordi - S. 64 - Mickey Mouse: Futuropolis - Forfatter: Paul Halas - Tegninger: Gonzalez - S. 99 - Anders And: Den glemsomme tenor - Forfattere: Bollani & Stefano Petruccelli - Tegninger: Paolo Mottura - S. 133 - Onkel Joakim: Min niende million - Forfatter: Fausto Vitaliano - Tegninger: Marco Palazzi - S. 160 - Snus: En perfekt erstatning - Forfatter: Margherita Carrer - Tegninger: Maria Luisa Uggetti - S. 173 - Anders And og Fætter Vims: Uægte varer - Forfattere: Bruno Sarda & Giorgio Figus - Tegninger: Lino Gorlero - S. 198 - Hexia de Trick: Normal for en dag - Forfatter: Bruno Concina - Tegninger: Ottavio Panaro - S. 213 - Anders And: Under vandfaldet - Forfattere: Mark & Laura Shaw - Tegninger: Bancells |                                     |                    |                        |
| 367 | Stålandens kærlighed                | Oktober 2010       | ISBN 978-87-7679-601-3 |
| Stålanden: Den glemte kærlighed • Mickey Mouse: Den sidste sag • Anders And: Den syvende brud • Onkel Joakim: Min tiende million • Snus: Den forsvundne politielev • Bjørne-banden: Den uovervindelige rambuk • Anders And og Fætter Vims: Versette-stenen • Georg Gearløs: Kreativ krise • Anders And: Den store Guruwallah |                                     |                    |                        |
| 368 | Rubiner i rummet                    | November 2010      | ISBN 978-87-7679-602-0 |
| Onkel Joakim: Skrot og skatte • Mickey Mouse: Mareridt i rummet • Stålanden: Neuronico • Sorteper: Hilda Bandit-tv • Anders And og Onkel Joakim: En uforglemmelig fest • Andersine og Mary Moseand: Alle tiders assistenter • Anders And og Fætter Vims: Usædvanlig hjord • Fætter Guf: Vild tur i bilen • Anders And: Pigen fra fremtiden |                                     |                    |                        |
| 369 | Den dæmoniske Hollænder             | December 2010      | ISBN 978-87-7679-603-7 |
| Anders And: Den dæmoniske Hollænder • Mickey Mouse: Sagen om den forsvundne oliemagnat • Stålanden: og sneånderne • Onkel Joakim: Nytårsmysteriet • Sten-And: Stridens maling • Fætter Guf: Benhård træning • Anders And: Ælling på ny • Sorteper: Julemænd på fedekur • Onkel Joakim og Hexia de Trick: Drømmekrigen • Vildmule: Mysteriet om 20 år efter |                                     |                    |                        |
| 370 | På glatis                           | 17. januar 2011    | ISBN 978-87-7679-608-2 |
| Anders And: En gåde fra Gåserød • Mickey Mouse: Flugten til stranden • Stålanden: Bomstationens Helt • Bedstemor And: Transportabel gård • Politimester Striks: Afpresseren • Anders And og Fætter Vims: På jagt efter Bigfoot • Georg Gearløs: Brandflot redning • Anders And: Sådan er familier • Onkel Joakim: Det frosne guld • Sten-And: Tapirodont på sporet |                                     |                    |                        |
| 371 | Elektrisk kaos                      | 14. februar 2011   | ISBN 978-87-7679-609-9 |
| Grønspætterne: Sneet inde • Anders And: Kærlighedsdoktoren • Onkel Joakim og Grønspætterne: Det store guldvaskeri • Mickey Mouse og Fedtmule: Alene i verden • Stålanden: Miljømysteriet • Politimester Striks: Hjerternes fest • Georg Gearløs: Katteopfindelsen • Anders And: Nevøernes kappestrid • Hexia de Trick: Under belejring • Andersine And: Dukkorgrafi apparatet |                                     |                    |                        |
| 372 | Jægeren - og hans bytte!            | 14. marts 2011     | ISBN 978-87-7679-610-5 |
| Agent dobbelt-A: Jægeren – og hans bytte del 1 • Agent dobbelt-A: Jægeren – og hans bytte del 2 • Agent dobbelt-A: Jægeren – og hans bytte del 3 • Agent dobbelt-A: Jægeren – og hans bytte del 4 • Mickey Mouse: Kong Sorteper • Onkel Joakim: Den magiske vase • Politimester Striks: Overraskelsesmomentet • Georg Gearløs: En veninde i kikkerten • Anders And og Fætter Vims: Brevkursus i overlevelse • Anders And: En dag som Anders |                                     |                    |                        |
| 373 | Nattens ridder                      | 14. april 2011     | ISBN 978-87-7679-611-2 |
| Anders And: Hammurabis forsvundne hængekøje • Stålanden Truslen fra tidsskredet • Onkel Joakim: Light-løsningen • Mickey Mouse: Kaptajnens budskab • Fætter Guf: Søde sager • Hexia de Trick: Det fantastiske pudsemiddel • Politimester Striks: Sporløst forsvundet • Andersine: Udsendt til Moldovien |                                     |                    |                        |
| 374 | Piratens hævn                       | 9. maj 2011        | ISBN 978-87-7679-612-9 |
| Anders And: En sørøvers hævn • Mickey Mouse: Sorte Mickey • Onkel Joakim: Chefens koncert • Snus: En vigtigt opgave • Hexia de Trick: Farlige forstyrrelser • Anders And og Fætter Vims: Måneløse nat • Onkel Joakim: De blå kæmpemyrer • Anders And: Tjekket besættelse |                                     |                    |                        |
| 375 | Kaos i knolden                      | 9. juni 2011       | ISBN 978-87-7679-613-6 |
| Anders And: Mindernes labyrint • Mickey Mouse: Kleopatras genfærd • Anders And: Midsommermysteriet • Agent dobbelt-A: Dobbeltspil på Hong Islands • Anders And: Krystalvasen • Vildmule: Stjernekilden • Fætter Guf: Fætter Guf i cirkus • Georg Gearløs: Georg Gearløs og den hydromatiske fremdrift |                                     |                    |                        |
| 376 | Solstik!                            | 4. juli 2011       | ISBN 978-87-7679-614-3 |
| Anders And: Giganternes kamp • Anders And: Minder • Mickey Mouse: Uskyldige forbrydere • Onkel Joakim: Energirøverne fra Aftapponia • Stålanden: Spøgelset fra Borgerkrigen • Bedstemor And: Et hoppende hit • Snus: En gyser af en ferie • Mary Moseand: Mission mislykket – heldigvis • Anders And: Terapi for hidsigpropper |                                     |                    |                        |
| 377 | Robotjagten                         | 1. august 2011     | ISBN 978-87-7679-615-0 |
| Anders And: Levende dukker • Mickey Mouse: Tågernes taxi • Stålanden: På glemslens rand • Agent dobbelt-A: Kunstyven • Rasputin: Troldmand for en dag • Nora Malkeko: Den ubudne gæst • Onkel Joakim: Drømmen i drømmen • Bedstemor And: Kagemysteriet • Andy Anderbilt: Onklen |                                     |                    |                        |
| 378 | Stålanden slår igen                 | 29. august 2011    | ISBN 978-87-7679-616-7 |
| Stålanden: Pengetank på afveje • Stålanden: En verden af is • Stålanden: Mesterskytten • Stålanden: Hundenapperen • Fætter Vims: Kunsthistorie • Mickey Mouse: Mumleflaskerne fra Halloha • Anders And: En uhyrlig ekspedition • Agent dobbelt-A: Ægget i Rio • Politimester Striks: Cykelløb med sirener • Onkel Joakim: Ballondille |                                     |                    |                        |
| 379 | And mod And - Farlige forretninger! | 26. september 2011 | ISBN 978-87-7679-617-4 |
| Onkel Joakim og Guld-Iver Flintesten: Farlige forretninger • Mickey Mouse: Modgansmolekylet • Agent dobbelt-A: Galskab på lærred • Rasputin: Den fjerklædte rival • Anders And og Fætter Vims: Besked fra QF1GYR • Vildmule: Mysteriet på Thera • Onkel Joakim: Den grufulde video • Stålanden: Jagten på dragten • Bjørne-banden: Fætter 00...Nul • Fætter Højben: Verdens heldigste and |                                     |                    |                        |
| 380 | Agent dobbelt-A på mission          | 24. oktober 2011   | ISBN 978-87-7679-618-1 |
| Onkel Joakim: Mine penge er min fjende • Mickey Mouse: Økologisk safari • Agent dobbelt-A: Kærlighedes triumf • Lille Hjælper: Mit liv som stjerne • Anders And: Tusmørkeænder – lækre vampyrer i Andeby • Rip, Rap og Rup: Den frygtelige sorte and • Vildmule: Trappen til Nazca • Anders And: Invasion over nettet • Stålanden: Hønsetyvene |                                     |                    |                        |
| 381 | Højt spil!                          | 21. november 2011  | ISBN 978-87-7679-619-8 |
| Bjørne-banden: Hjem kære hjem • Mickey Mouse: Den forsvundne uge • Stålanden: Mobiltelefoniens angriber • Onkel Joakim: Guldnokrates Krukke • Anders And: Skyldnerjagten • Alfa Beta: Satellitkuppet • Anders And & Hexia de Trick: Etteren • Mary Moseand & Næbhøj: Forfattere til leje • Anders And: Tyngdekraften går amok |                                     |                    |                        |
| 382 | Dobbeltspil                         | 21. december 2011  | ISBN 978-87-7679-620-4 |
| Onkel Joakim: Vinterens gudinde • Sorteper: To minutter i tolv • Stålanden: En perfekt kæreste • Georg Gearløs: Ønskefarven • Onkel Joakim: Klogskabens tårn • Mickey Mouse: Et grusomt familieforetagende • Raptus von And: Computerbiblioteket • Anders And og Fætter Vims: Den sidste mission • Hexia de Trick: Troldmand for en dag • Anders And: Længe leve ekstrem dovenskab |                                     |                    |                        |
| 383 | Godt kørende!                       | 16. januar 2012    | ISBN 978-87-7679-641-9 |
| Andersine: Godt kørende • Mickey Mouse: Den tænksomme drages hemmelighed • Stålanden: En venskabelig trussel • Onkel Joakim: Den afskyelige Peu Meu • Anders And: Det musikalske brændstof • Onkel Joakim: Den sovende skønhed • Bjørne-banden: Takt og tone-ugen • Vildmule: Snages redningsmand • Anders And: Den rungende rørledning |                                     |                    |                        |
| 384 | Hul i hukommelsen                   | 6. februar 2012    | ISBN 978-87-7679-642-6 |
| Agent dobbelt-A: Den første mission • Onkel Joakim: Farlig genbrug • Mickey Mouse: En mistænkelig gæst • Bjørne-banden: Klip i kortet • Onkel Joakim: Fløjtekuren • Snus: Varme beviser • Hexia de Trick: En rigtig heks |                                     |                    |                        |
| 385 | Store planer                        | 12. marts 2012     | ISBN 978-87-7679-643-3 |
| Anders And: Drengen, der råbte varulv • Anders And & Onkel Joakim: Fætterdagen • Mickey Mouse: Det kryptozoologiske mysterium • Stålanden: Den afslørende hemmelighed • Bjørne-banden: Adgangsprøven • Raptus von And: I skole igen • Sorteper: Sorte Slyngel og den sidste udfordring • Næbhøj & Mary Moseand: Næbhøjernes familietræf • Onkel Joakim: Lynguldet |                                     |                    |                        |
| 386 | Fremtidens verden                   | 28. marts 2012     | ISBN 978-87-7679-644-0 |
| Anders And: Kærlighedstunnelen • Mickey Mouse: Fremtidens verden • Albert: Sparetips til hverdagen • Stålanden: Det hemmelige våben • Anders And & Fætter Højben: Teknisk duel • Onkel Joakim: Luftvandet • Rip, Rap og Rup: Generalfiskerne • Anders And: En heldig kanalje |                                     |                    |                        |
| 387 | Ænder i sort                        | Maj 2012           | ISBN 978-87-7679-645-7 |
| Anders And og Fætter Vims: Seje klude • Anders And: Små tjenester • Mickey Mouse: Dukkernes herre • Georg Gearløs & Hexia de Trick: Det ultrabrede mysterium • Anders And: Blabla-energien • Onkel Joakim: Tonelåsen • Stålanden: Vandrehistorikere • Georg Gearløs: Sov godt • Sorteper: Den forsvundne diamant • Anders And: Stonehengefeber |                                     |                    |                        |
| 388 | Mesteren                            | 7. juni 2012       | ISBN 978-87-7679-646-4 |
| Udgivet ved Europamesterskabet i fodbold 2012 i Ukraine og Polen. Anders And: Juveler i finalen • Onkel Joakim: Eventyr og forlystelser • Mickey Mouse: Farligt vand • Georg Gearløs: Ekspert i overlevelse • Anders And: Kyllingehjerte • Fætter Guf: Den ukendte helt • Fætter Højben: En heldig ferie • Sorteper: Kriminel karriere • Onkel Joakim: Kedelig kamp • Anders And: Mystisk mesterskab |                                     |                    |                        |
| 389 | Sommer og sol                       | 2. juli 2012       | ISBN 978-87-7679-647-1 |
| Onkel Joakim: Turister fra rummet • Mickey Mouse: Kroms hånd • Stålanden: Ny superhelt i Andeby • Rip, Rap og Rup: Støjforurening • Anders And: Gamle elever • Politimester Striks: Ufrivillig ferie • Agent dobbelt-A: Folkets fjende • Anders And: Bytte bytte hus • Anders And: Feriedrømme |                                     |                    |                        |
| 390 | OL-drama                            | 30. juli 2012      | ISBN 978-87-7679-648-8 |
| Udgivet ved Sommer-OL 2012 i London. Rip, Rap og Rup: Den bedste sommerferie • Anders And: En ferie i ro og mag • Mickey Mouse: Frihedens vind • Fætter Vims: En tur på stranden • Onkel Joakim: Højdespring • Agent dobbelt-A: Den olympiske kryptograf • Onkel Joakim: Mysteriet om spøgelseskloen |                                     |                    |                        |
| 391 | Pølsekrigen                         | 27. august 2012    | ISBN 978-87-7679-649-5 |
| Onkel Joakim: Det blå bjerg • Mickey Mouse: Skibbruden i afgrunden • Stålanden: Forbryderiske toner • Anders And: Pølsekrigen • Onkel Joakim: En fantastisk næse • Snus: Forbryderjagt til fods • Anders And og Fætter Vims: V.E.T's hemmelige honning • Fætter Guf: Kroketbuskene • Anders And: Hemmeligheder på storskærm |                                     |                    |                        |
| 392 | Gudernes hjelm                      | 24. september 2012 | ISBN 978-87-7679-650-1 |
| |                                     |                    |                        |
| 393 | Jordens undergang                   | 11. oktober 2012   | ISBN 978-87-7679-651-8 |
| |                                     |                    |                        |
| 394 | Drama i operaen                     | 19. november 2012  | ISBN 978-87-7679-652-5 |
| |                                     |                    |                        |
| 395 | Vinterglæder                        | 17. december 2012  | ISBN 978-87-7679-653-2 |
| |                                     |                    |                        |
| 396 | Held og uheld                       | 10. januar 2013    | ISBN 978-87-7679-672-3 |
| Ikke at forveksle med jumbobog nr. 361 Held... ...og uheld. |                                     |                    |                        |
| 397 | Skymaskinen                         | 11. februar 2013   | ISBN 978-87-7679-673-0 |
| |                                     |                    |                        |
| 398 | Enkle glæder                        | 31. marts 2013     | ISBN 978-87-7679-674-7 |
| |                                     |                    |                        |
| 399 | Anders, Anders og Anders!           | 8. april 2013      | ISBN 978-87-7679-675-4 |
| |                                     |                    |                        |
| 400 | 400                                 | 6. maj 2013        | ISBN 978-87-7679-676-1 |
| |                                     |                    |                        |